# Astragalus lipskyi
Astragalus lipskyi är en ärtväxtart som beskrevs av Mikhail Grigoríevič Popov. Astragalus lipskyi ingår i släktet vedlar, och familjen ärtväxter. Inga underarter finns listade i Catalogue of Life.